# Corpo de Bombeiros Militar da Bahia
O Corpo de Bombeiros Militar da Bahia (CBM-BA), antigo Corpo de Bombeiros da Polícia Militar do Estado da Bahia, cuja denominação oficial era Coordenadoria de Operações de Bombeiros Militares (Coordop/BM da PMBA), é um Comando Intermediário da Secretaria da Segurança Pública da Bahia (SSP) depois do desvinculamento da Polícia Militar da Bahia.
Sua missão primordial consiste na execução de atividades de defesa civil, prevenção e combate a incêndios, buscas, salvamentos e socorros públicos no âmbito do estado da Bahia.
A Corporação é Força Auxiliar e Reserva do Exército Brasileiro, e integra o Sistema de Segurança Pública e Defesa Social do Brasil. Seus integrantes são denominados Militares dos Estados pela Constituição Federal de 1988.

## Histórico
D. Pedro II, ao assistir o Teatro São João, hoje conhecido como Teatro João Caetano, incendiar-se pela terceira vez, inclusive com o próprio Imperador no seu interior, resolveu então, a 2 de junho de 1856, criar o Corpo de Bombeiros Provisórios da Corte, com jurisdição apenas na cidade do Rio de Janeiro.
O presidente da província da Bahia José Augusto Chaves, em seu discurso de despedida na Assembleia Legislativa, em 1º de setembro de 1861, sobre as providências relativas à extinção de incêndios, disse:
| “ | Sinto, porem, dizê-los ainda hoje que essas providencias reduzem-se entre nós a algumas bombas mal preparadas de que se usam sem direção regular e metódica, de forma que a extinção e muito louvável zelo, com que para esse fim se empenham aquelas que por dever ou sentimento de humanidade ocorrem a elas; entretanto, graves são os resultados, enormes os prejuízos. | ” |

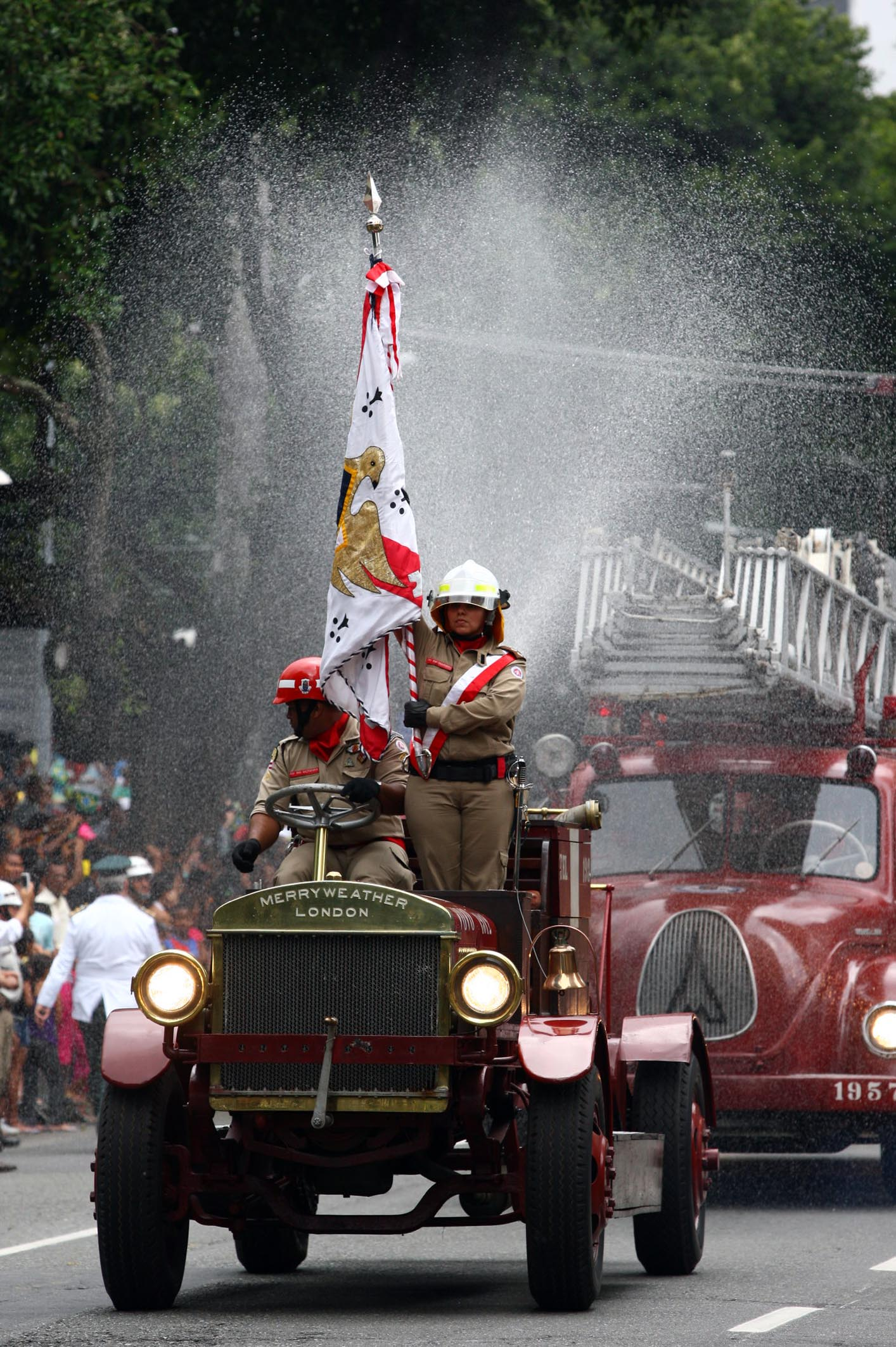
Desfile militar do CBM/PMBA em 2009.

O presidente de província Antônio de Araújo Aragão Bulcão sancionou a Lei Providencial n.º 1945, de 21 de fevereiro de 1880, que autorizou a Companhia de Águas do Queimado (tempos depois, as instalações pertencem à Empresa Baiana de Águas e Saneamento), a instalar 10 hidrantes no Comércio. A situação da água para incêndio era critica, pois eram poucos os hidrantes instalados na cidade de Salvador e nas outras cidades do Interior do Estado da Bahia.
Após a acomodação política, depois da Proclamação da Republica, assumiu o Governo da Bahia o Marechal Hermes da Fonseca, irmão do Presidente Marechal Deodoro da Fonseca, que se depara com a extinção do Corpo de Bombeiros Voluntários mantidos pela Associação Comercial da Bahia. Aproveitando uma reforma na Polícia Militar, cria em 16 de maior de 1890 a 11.ª Companhia de Bombeiros, que teve uma curta existência.
O conselheiro José Luís de Almeida Couto, eleito primeiro Prefeito de Salvador, no período da República, sancionou a Lei Municipal n.º 124, de 26 de dezembro de 1894, criando o Corpo de Bombeiros da Cidade de Salvador. O conselheiro Almeida Couto era político de grande envergadura e muito prestígio na época, pois fora Governador do Estado de São Paulo e da Bahia. Esta corporação foi extinta em 31 de dezembro de 1983.
O governador Antônio Carlos Magalhães sancionou, no Quartel do Corpo de Bombeiros, a Lei Estadual n.º 4.075, 8 de novembro de 1982, criando na estrutura da Polícia Militar da Bahia o Comando do Corpo de Bombeiros, iniciando suas atividades em 1 de janeiro de 1984 e equipando com novas viaturas de combate a Incêndio.
O governador Waldir Pires, no seu primeiro pronunciamento público disse:
| “ | No Corpo de Bombeiros, duas únicas escadas Magirus de que dispomos não funcionam, que Deus nos proteja dos incêndios. | ” |

Em seu governo, adquiriu três novas autobombas-tanques e mandou recuperar cinco viaturas, entre elas uma escada Magirus.
O governador Paulo Ganem Souto assumiu a gestão do Estado da Bahia e interiorizou a corporação, levando para as cidades de Feira de Santana, Vitória da Conquista, Ilhéus, Itabuna, Juazeiro, Jequié, Porto Seguro, Lençóis e Madre de Deus.
Em 2014, a Assembleia Legislativa da Bahia (ALBA) aprovou, por unanimidade, a Proposta de Emenda Constitucional (PEC) n.º 138/2014 tratando da emancipação do Corpo de Bombeiros da Polícia Militar. Com a emenda à Constituição do Estado da Bahia de 1989, o Corpo de Bombeiros se tornou órgão vinculado à Secretaria da Segurança Pública da Bahia (SSP) denominado Corpo de Bombeiros Militar da Bahia (CBM-BA), além disso passou a ter autonomia administrativa e financeira.

## Estrutura operacional e administrativa

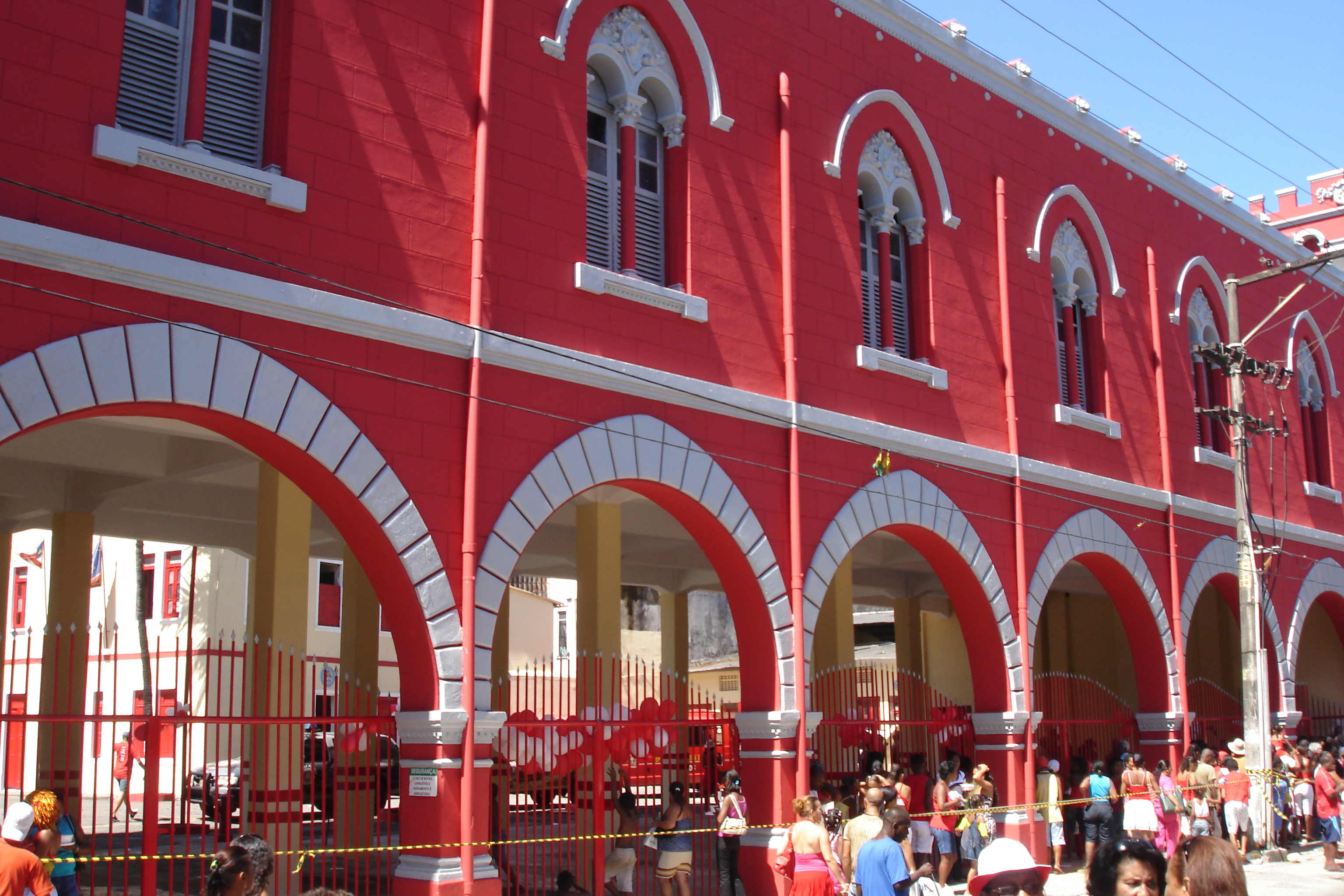
Histórica sede do Corpo dos Bombeiros, localizada na Baixa dos Sapateiros, inaugurado em 1917.

O Comando Geral do CBMBA, o Subcomando Geral e a Coordenação de Inteligência estão sediados numa edificação histórica e tombada próximo à Ladeira da Barroquinha e à Baixa dos Sapateiros, em Salvador. O Comando de Atividades Técnicas está sediado na região do Iguatemi, também em Salvador, assim como a Corregedoria Geral, o Departamento de Apoio Logístico (DAL) e o Departamento de Pessoal (DP). Instalados no Centro Administrativo da Bahia, ainda em Salvador, estão o Departamento de Auditoria e Finanças (DAF), o Departamento de Modernização e Tecnologia (DMT) e o Departamento de Planejamento (DEPLAN). Fora de Salvador, já no município vizinho de Simões Filho, às margens da rodovia federal BR-324, estão o Departamento de Ensino e Pesquisa (DEP), a Academia de Bombeiros Militar (ABM) e o Centro de Formação e Aperfeiçoamento de Praças (CFAP).
A estrutura do CBM-BA ainda é composta por outros dois comandos aos quais são subordinados Grupamentos de Bombeiros Militar (GBM). O Comando de Operações de Bombeiros Militares da Capital e Região Metropolitana de Salvador (COBM/CRMS), com sede no bairro da Pituba em Salvador, é integrado pelo 1.º GBM localizado na Barroquinha, 3.º GBM no Iguatemi, 10.º GBM em Camaçari, 12.º GBM (SALVAR) na Ribeira, 13.º Grupamento Marítimo (GMAR) em Itapuã e 14.º GBM em Madre de Deus. O Comando de Operações de Bombeiros Militares do Interior (COBM/I), com sede no bairro do Jardim Cruzeiro em Feira de Santana, é integrado pelo 2.º GBM em Feira de Santana, 4.º GBM em Itabuna, 5.º GBM — Ilhéus; 6.º GBM em Porto Seguro, 7.º GBM em Vitória da Conquista, 8.º GBM em Jequié, 9.º GBM em Juazeiro, 11.º GBM em Itaberaba, 15.º GBM em Paulo Afonso, 16.º GBM em Santo Antônio de Jesus, 17.º GBM em Barreiras, 18.º GBM em Teixeira de Freitas e 19.° GBM em Alagoinhas.